# 羥甲唑啉
羥甲唑啉（INN：Oxymetazoline），又称氧甲唑林，用于治疗因轻微刺激引起的鼻塞或眼睛发红。它有噴鼻劑或眼藥水兩種劑型。 藥效10分钟内出現，效果可持续6小时。建议使用时间不宜超过 3 至 5 天；6 岁以下儿童不建议使用 。
常见副作用包括灼烧感和流鼻涕。其他副作用包括可能停止使用后再次出现鼻塞、头痛、心悸和紧张。孕期使用的安全性不明。它會活化α肾上腺素受体，使小動脈收縮變窄，進一步使黏膜消腫，減少分泌液體。
羥甲唑啉于 1961 年首次制造，并于 1986 年在美国取得醫療使用許可 。它是一种學名藥，也是非處方藥，因此可以在一般藥局直接购买。